# سسک‌نمای ابرونارنجی
سسک‌نمای ابرونارنجی (نام علمی: Hemispingus calophrys) نام یک گونه از سرده سسک‌نما است.